# 대한민국의 뉴라이트
대한민국의 뉴라이트는 대한민국에서 신우파를 표방하는 이념이며, 1990년대를 기점으로 주체사상파에서 우익으로 전향한 대한민국의 정치 분파를 포괄적으로 뜻하는 용어이기도 하다. 이들은 2000년대 이후로 본격적인 활동을 시작하였다.
뉴라이트를 이끄는 상당수 인사들은 기존의 우익이 아닌 진보진영와 주체사상파 등 운동권 출신에서 전향한 사람들이 대부분으로, 운동권 출신의 뉴라이트 인사 중에는 주사파가 다수를 점하고 있다. 진보진영의 정치적 주도권 확보에 대한 반작용과 기존 보수진영의 퇴행적 행태와 성격에 대한 자성 등을 내세운 것이 뉴라이트 그룹이 태동한 요인이라고 보는 시각도 있다.

## 연혁

### 뉴라이트 운동의 시작
1990년대 말부터 주체사상파 사이에서 구 민혁당 지도자 김영환이나 한총련 전북지부 등 북한 체제에 환멸을 가지고 북한 민주화 운동을 벌이는 전향자들이 등장하기 시작했는데, 이 중 일부 강경파가 2000년대부터 점차 뉴라이트 진영을 형성하기 시작했다. 2004년 11월 자유주의연대를 출범으로 뉴라이트 운동이 본격화되기 시작했고, 자유주의연대는 신지호 대표와 홍진표 사무총장, 최홍재 전 자유주의연대 조직위원장 등이 이끌었다. 또한 2005년 11월에는 김진홍 대표가 이끄는 뉴라이트전국연합이 창설되어 진영의 틀을 넘어서는 일방적인 우익운동을 표방했다.

### 정치 활동
이들은 보수와 진보를 넘어서는 실용적 중도를 주장하였으나, 일부는 극단적 보수주의 사상을 표방하기도 한다. 이들은 구 보수주의의 반공주의나 권위주의를 비판함과 동시에 구 진보주의의 시대착오적 진보정책을 넘어서고자 한다고 주장한다. 반면 이들이 내세우는 뉴라이트 교과서 포럼은 새로운 역사해석으로 논란이 되었다.
뉴라이트 계열 인사들 중 2008년 4월 국회의원 선거에서 정계진출을 시도하였으며 자유주의연대 대표 신지호, 뉴라이트경기안보연합 대표 김성회, 인천 남동을의 자유주의교육운동연합 대표 조전혁 등은 정계진출에 성공했다.
또한 -친박과 친이 일부도 뉴라이트에 속하며, 대한민국자식연합, 박사모 등의 시민사회단체 등도 등장하면서 뉴라이트의 분화가 가속화되었다. 또한 2014년 공화당이 창당하면서 정치에 입문하였고, 이후 통일한국당, 국민새정당, 친박연대, 자유한국21, 새누리당, 대한애국당 등이 등장하는 데 영향을 미쳤다.

## 이념
뉴라이트는 부분적으로 안병직, 이영훈 등의 식민지근대화론으로부터 영향을 받았다. 마르크스주의 경제학자이던 안병직은 한국을 반식민, 반봉건 사회로 보는 한국식 종속 이론을 개발하여 주사파의 기원인 민족해방파(NL)에 큰 영향을 끼쳤으나 80년대 이래로 우파로 전향하였다. 이들은 한국의 경제 정치적 성장의 원동력을 일제 시대에 이식된 자본주의에서 찾고 이를 재평가하려는 식민지근대화론을 개발하였다.
이들은 미국과 일본의 신우익 운동의 세력과는 다른 출발점에 서 있다. 미국과 서구가 복지국가가 누적시킨 문제를 해결하고자 했다면 뉴라이트는 구보수와 구진보의 낡은 이념과 극단적 대립을 주요한 극복대상으로 삼아 시대로 나아가고자 한다고 주장한다. 과거의 보수와 달리 작은 정부를 추구해 국가-시장간의 관계에 등에 있어서는 상당한 차별화를 이루었다고 평가받고 있으나, 대북인식과 대미인식에는 구체적인 차별성을 발견하기 힘들다는 평가를 받는다. 그러나 국민의 정부와 참여정부가 신자유주의적 경제정책을 다수 시행하면서 뉴라이트가 내세운 경제적 차별화 또한 의미를 잃는다는 비판도 있다.
한국의 뉴라이트는 2004년 자유주의연대로 출범하여, 2007년 뉴라이트 전국연합으로 바뀌게 된다. 초기에는 중도적인 보수를 표방하며 시작하였지만, 대다수가 이후 극우파로 평가받게 되었다.
주요 인사로는 안병직 소장, 신지호 교수, 김진홍 목사, 유인촌 전 장관, 임헌조 사무처장, 나경원 국회의원, 이영훈, 서경석(전 국민회의 사무총장), 제성호(중앙대 법과 교수), 두영택(뉴라이트 교사연합), 차상철(서울대학교 역사학과 교수) 등이 있다.

## 논란

### 역사관 관련
뉴라이트 인사들의 발언이나 행보와 관련하여 그들의 역사관이 논란이 되고 있다. 관련 인사들의 발언 가운데 논란이 되고 있는 주장은 다음과 같다.
- 2008년 안병직은, '우리가 일본보다 꼭 법적, 사료적 증거가 많다고 할 수 없다'며 '일본은 독도를 자기 것이라고 주장할 법적, 사료적 근거가 있다'고 주장했다.[9]
- 2009년 뉴라이트전국연합 단체가 친일인명사전발간을 '대한민국의 선진화를 저해하는 행위'라 주장했다.[10]
- 2010년 이영조는, 제주 4.3 사건을 폭동, 광주 5.18 민주화 운동을 민중반란이라 발언했다.[11]
- 2013년 유영익은, 한국인은 '짐승같이 저열'하며, '도덕 수준이 낮아서' 일제의 식민지가 되었다고 주장했다.[12][13]
- 2014년 이영훈 교수는 '젊은이들에게 독재라는 말을 쓰면 안 된다고 교육해야 한다'고 주장했다.[14]
- 2015년 이영훈은, 아베담화는 '진중하게 쓰인 훌륭한 문장'이라 주장했다.[15]
- 박근혜, "뉴라이트전국연합과 한나라당의 길은 다르지 않다", 박정희의 친일인명사전 등재에 대하여 "아버지 박정희가 만주군에 복무한 것이 왜 친일이냐" 주장했다.
- 제성호, "정부수립을 막은게 제주4.3이다" 라고 주장했다.
- 안병직, "촛불집회는 비오는 날 공동묘지 유령 걱정하는 격", "일본, 독도 자기것이라고 주장할 법적-사료적 근거 있어" 라고 주장했다.
- 유석춘, "안중근은 테러리스트다"라고 주장했다.
- 이영훈, "5.16 쿠데타는 근대화 혁명의 출발", "백범 김구도 테러리스트다"라고 주장했다.
- 김영삼, "사상적으로 공산주의와 가까운 정권"→ "좋게 말해 좌파정권 하지만, DJ, 노무현이 나중에 크게 처벌받아야 한다고 생각한다"라고 주장했다.

2008년 뉴라이트계열 단체인 뉴라이트전국연합은 친일인명사전편찬위원회와 민족문제연구소가 친일인명사전에 수록할 명단을 발표하자, 이는 '대한민국의 선진화를 저해하는 행위'라고 주장하며 반발하였다.

### 횡령 비리
2012년 서울중앙지법 형사합의23부는, 뉴라이트계열 단체 민생포럼의 대표 김범수가 미소금융의 자본을 개인적인 용도로 쓴 죄로 징역 5년을 선고하였다.

## 비판
- 2008년 신용하 교수는 뉴라이트의 역사 인식을 '신식민주의 사관'이라고 규정했다. 그는 "식민지근대화론은 허구이며 진실은 일제가 한국 민족의 진정한 발전을 저지한 것"이라고 비판했다.[18]
- 2013년 권재원 박사, 주진오, 서중석 교수 등은 뉴라이트 역사교과서와 관련하여, "지성과 양식, 양심 모두 내동댕이쳤다. 참담한 일이다."라고 비판했다.[19][20][21]
- 임지현 교수는 한국의 뉴라이트가 진짜 우파가 아닌 맹목적 근대주의자라고 비판하였다.[22]

## 관련 단체 및 인물
사단법인 시대정신(前 뉴라이트재단, 자유주의연대)과 뉴라이트전국연합 등이 대표적인 단체이며, 이명박 정부 출범 이후 각 계열의 인물들이 정계에 활발히 진출하였다.

### 단체
- 뉴라이트전국연합 (상임의장 김진홍)
- 교과서포럼
- 인터넷미디어협회 (뉴라이트 언론단체)
- 시민과 함께하는 변호사들 (법률 단체)
- 자유주의교육운동연합
- 의료와사회포럼
- 뉴라이트네트워크
- 국민행동본부
- 한국현대사학회
- 새로운 역사를 만드는 모임 (뉴라이트 시민단체)
- 자유기업원
- 대한민국엄마부대
- 대한청년단
- 바른민주개혁시민회의
- 바른사회시민회의
- 시대정신
- 애국기동단

### 인물

#### 학자
- 안병직 서울대 명예교수, 사단법인 시대정신 이사장, 여의도연구소 이사장 (경상남도 함안)
- 이영훈 서울대학교 경제학 교수 (대구)
- 박효종 교과서포럼 공동대표, 서울대 교수 (서울)
- 김영환 계간 시대정신 편집위원
- 이화숙 교수 연세대 법대
- 제성호 중앙대 법대
- 조희문 인하대 교수 (경북 상주)
- 김세중 계간 시대정신 편집위원, 연세대 교수
- 한승조 자유시민연대 공동대표 고려대 명예교수

#### 정치인
- 조전혁 한나라당 인천 남동을 18대 국회의원 (광주), 前 자유주의교육운동연합 상임대표
- 신지호 한나라당 도봉갑 18대 국회의원, 前 자유주의연대 대표
- 나경원 자유한국당 원내대표 겸 서울 동작을 자유한국당 국회의원
- 장제원 자유한국당 부산 사상구 국회의원
- 최홍재 제20대 총선 서울 은평구 갑 새누리당 후보
- 허현준 박근혜 정부 화이트리스트 운영

#### 종교인
- 김진홍 목사 뉴라이트전국연합 상임의장 (경상북도 청송)
- 서경석 목사 (조선족교회)
- 전광훈 목사 (사랑제일교회)

#### 언론인
- 최홍재
- 조갑제
- 지만원
- 윤서인

### 매체
- 《시대정신》 - 계간지. (사)시대정신 발행
- 《폴리젠》 - 웹진
- 《뉴데일리》 - 인터넷 신문
- 《자유주의 - Liberalism》 - 대안언론
- 《미디어펜》 - 인터넷 신문

## 같이 보기
| - 네오콘 - 트로츠키주의 - 신자유주의 - 친박 - 코나스 - 도요타 재단 - 일본회의 - 일본재단 - 후지산케이 그룹 - 후소샤 - 다쿠쇼쿠 대학 - 일본의 우익단체 - 가세 히데아키 - 오선화(고젠카) | - 뉴라이트 - 뉴라이트 전국연합 - 뉴데일리 - 미디어워치 - 새로운 역사 교과서를 만드는 모임 - 국정교과서 - 한국사 교과서 국정화 논란 - 삼성경제연구소(SERI) & 최홍 수석연구 |